# Porto de Mós

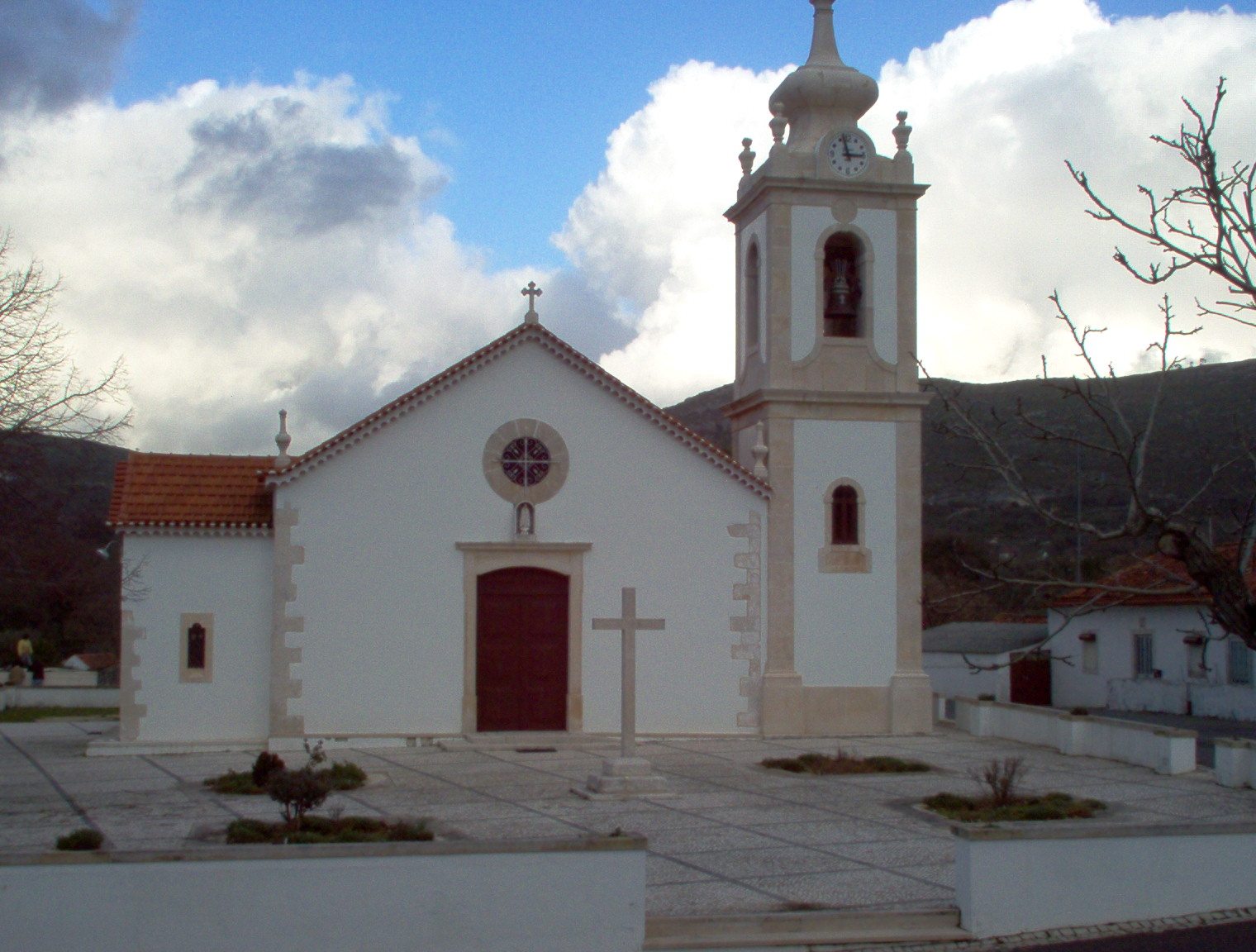
Igreja de Nossa Senhora da Consolação em Alvados

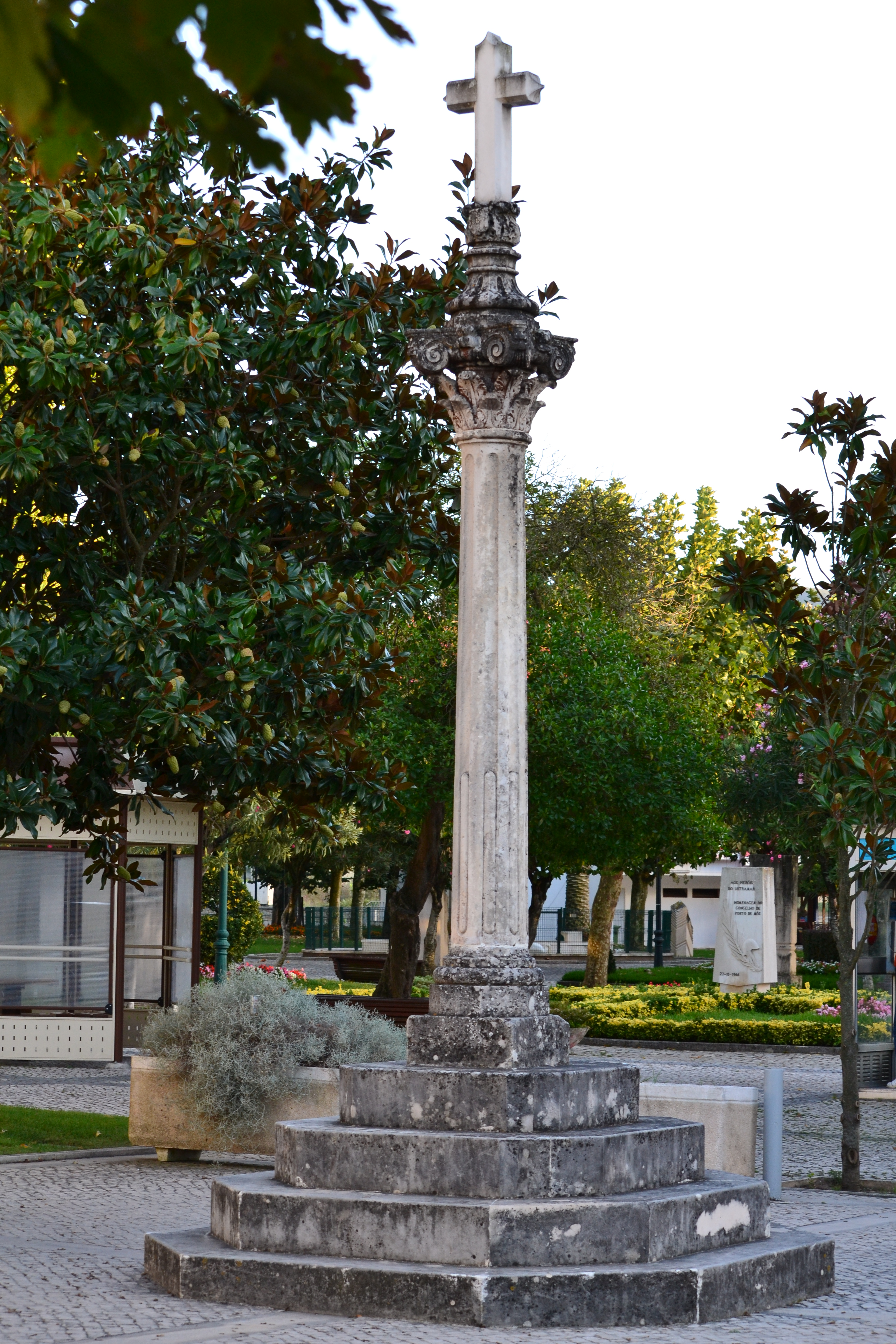
Pelourinho de Porto de Mós

Porto de Mós é uma vila portuguesa pertencente ao distrito de Leiria, na província da Estremadura, integrando a Comunidade Intermunicipal da Região de Leiria, na região do Centro de Portugal, com cerca de 5000 habitantes.
É sede do município de Porto de Mós com 261,83 km² de área e 23 203 habitantes (2021), subdividido em 10 freguesias. O município é limitado a norte pelos municípios de Leiria e da Batalha, a leste por Alcanena, a sul por Santarém e Rio Maior e a oeste por Alcobaça.

## História
Segundo a lenda da Nazaré, o cavaleiro D. Fuas Roupinho, miraculado por Nossa Senhora da Nazaré, em 1182, foi alcaide de Porto de Mós. Segundo outras fontes, venceu um grande exército muçulmano que cercava o castelo, recorrendo ao estratagema de se esconder previamente na serra com parte dos seus homens. Derrotou o inimigo com um ataque surpresa ao seu acampamento, durante a noite.
O concelho de Porto de Mós foi pertença dos Coutos de Alcobaça em 1230, doado por D. Sancho II, influenciando por muitos séculos a vida e os hábitos desta região que mais tarde foi entregue, por D. João I, a D. Nuno Álvares Pereira e à Casa de Bragança, após a decisiva Batalha de Aljubarrota, a 14 de Agosto de 1385.
Em 1895 o concelho de Porto de Mós foi extinto e passou a pertencer ao concelho de Alcobaça, no entanto este período foi de curta duração, já que em 1898 voltou a ter o estatuto de concelho, mas sem a freguesia de Minde que juntou ao concelho de Torres Novas.
A vila recebeu foral de D. Dinis em 1305 e mais tarde recebeu o foral Manuelino de D. Manuel em 1515.

## Geografia
Porto de Mós situa-se na Região Centro de Portugal, em pleno Parque Natural das Serras de Aire e Candeeiros.
Do ponto de vista morfológico podem distinguir-se, no Maciço Calcário Estremenho do PNSAC, três subunidades – a Serra dos Candeeiros a oeste, o Planalto de Santo António ao centro e sul, e o Planalto de São Mamede e a Serra de Aire, a norte e este, respetivamente. A separar estas subunidades encontram-se três depressões originadas por grandes fraturas, respetivamente a depressão da Mendiga-Arrimal, o Polje de Mira-Minde e a depressão de Alvados.
Apesar da ausência de cursos de água superficiais nesta região, a água existe em abundância no subsolo, constituindo um dos maiores reservatórios de água doce subterrânea do país que se estende entre Rio Maior e Leiria.
A ação das águas, como agente físico-químico modelador dos calcários, originou uma paisagem marcada por formas de relevo características, como escarpas e afloramentos rochosos, que lhe conferem um traço vigoroso. De entre essas formas podem-se destacar, ainda, os campos de lapiás e as dolinas. A nível subterrâneo sobressaem os algares - aberturas naturais verticais - em alguns casos com dezenas de metros, e que por vezes se desenvolvem em profundidade por sistemas de galerias, salas e poços que, no seu conjunto, formam grutas.

## Economia
O município de Porto de Mós é essencialmente industrial, sendo predominante a indústria transformadora. Contudo, é a indústria da calçada portuguesa que tem levado o seu nome a percorrer mercados internacionais.
O setor primário é pouco significativo no município, empregando 5% a 8% da população em atividades ligadas à agricultura, pecuária, suinicultura e às indústrias extrativas. As freguesias mais rurais do município (Alcaria, Arrimal, São Bento e Serro Ventoso) são aquelas em que este tipo de atividades predomina.
O setor secundário emprega cerca de 55% dos habitantes do município. Destaca-se a indústria transformadora, com 457 empresas sediadas no município (segundo o último levantamento do INE, em 2001). Dentro deste setor, predominam as indústrias de fabrico de produtos minerais não metálicos (146, segundo dados do INE - 2001). As freguesias de Calvaria de Cima, Juncal, Pedreiras e Mira de Aire são as que mais cidadãos empregam na atividade industrial.
A construção civil tem vindo a apresentar um aumento considerável, causado pelo crescimento populacional e pelo aumento das obras públicas.
Ao longo dos últimos anos, o setor terciário tem apresentado um desenvolvimento considerável, particularmente nas freguesias da sede do município - S. João Baptista e São Pedro. Atualmente, cerca de 28% a 30% da população integra-se neste setor e encontra-se distribuída entre a atividade comercial e a função pública.
De uma forma geral, o município tem tentado reunir as melhores condições para a criação e estabelecimento efetivo de empresas na região, nomeadamente com a criação e investimento nas zonas industriais de Porto de Mós, Juncal e Mira de Aire, que tem mantido um registado um crescimento continuado. Mas, como já foi referido, é a Calçada à Portuguesa que merece destaque na caracterização económica de Porto de Mós, por ser tão característica da região. A pedra extraída no município está presente numa série de obras no país e no estrangeiro, figurando até nas paredes de alguns palácios árabes no Iraque. A pedra preta, proveniente de Alqueidão da Serra, tem vindo a marcar território nos mercados europeus, americanos e chineses. E, precisamente porque a calçada é uma mais valia para o município, a Casa do Povo do Alqueidão da Serra criou, recentemente, o Prémio Nacional de Calçada à Portuguesa, para galardoar os melhores trabalhos feitos com pedra nacional.

## Freguesias
|  | O município de Porto de Mós está dividido em 10 freguesias: - Alqueidão da Serra - Alcaria e Alvados - Arrimal e Mendiga - Calvaria de Cima - Juncal - Mira de Aire - Pedreiras - Porto de Mós - São João Baptista e São Pedro - São Bento - Serro Ventoso |

## Política

### Eleições autárquicas[8]
| Data | %       | V       | %      | V      | %     | V     | %            | V            | %              | V  | %              | V   | %              | V   | %  | V  | Participação |                |
| Data | PPD/PSD | PPD/PSD | CDS-PP | CDS-PP | PS    | PS    | FEPU/APU/CDU | FEPU/APU/CDU | AD             | AD | PSN            | PSN | GCE            | GCE | CH | CH | Participação |                |
| ---- | ------- | ------- | ------ | ------ | ----- | ----- | ------------ | ------------ | -------------- | -- | -------------- | --- | -------------- | --- | -- | -- | ------------ | -------------- |
| Data | 1976    | 39,15   | 3      | 25,31  | 2     | 22,47 | 2            | 8,86         | -              |    |                |     |                |     |    |    |              | 68,10 / 100,00 |
| 1979 | 41,34   | 3       | 32,51  | 3      | 10,28 | -     | 12,33        | 1            | 70,52 / 100,00 |    |                |     |                |     |    |    |              |                |
| 1982 | AD      | AD      | AD     | AD     | 21,58 | 1     | 12,11        | 1            | 61,06          | 5  | 63,98 / 100,00 |     |                |     |    |    |              |                |
| 1985 | 47,17   | 4       | 29,08  | 2      | 11,03 | 1     | 8,15         | -            |                |    | 59,84 / 100,00 |     |                |     |    |    |              |                |
| 1989 | 58,33   | 5       | 13,55  | 1      | 15,33 | 1     | 6,35         | -            | 57,91 / 100,00 |    |                |     |                |     |    |    |              |                |
| 1993 | 36,53   | 3       | 26,23  | 2      | 22,14 | 2     | 5,44         | -            | 4,49           | -  | 65,02 / 100,00 |     |                |     |    |    |              |                |
| 1997 | 52,86   | 4       | 7,97   | -      | 33,66 | 3     | 2,03         | -            |                |    | 65,91 / 100,00 |     |                |     |    |    |              |                |
| 2001 | 59,91   | 5       | 8,04   | -      | 24,94 | 2     | 2,39         | -            | 64,41 / 100,00 |    |                |     |                |     |    |    |              |                |
| 2005 | 41,37   | 3       | 3,27   | -      | 47,92 | 4     | 2,52         | -            | 68,39 / 100,00 |    |                |     |                |     |    |    |              |                |
| 2009 | 32,64   | 2       | 2,54   | -      | 58,88 | 5     | 2,38         | -            | 64,04 / 100,00 |    |                |     |                |     |    |    |              |                |
| 2013 | 27,29   | 2       | 3,77   | -      | 56,52 | 5     | 3,72         | -            | 57,05 / 100,00 |    |                |     |                |     |    |    |              |                |
| 2017 | 36,96   | 3       | (a)    | (a)    | 30,28 | 2     | 2,68         | -            | 24,43          | 2  | 60,91 / 100,00 |     |                |     |    |    |              |                |
| 2021 | 55,87   | 4       |        |        | 35,87 | 3     | 1,68         | -            |                |    | 2,96           | -   | 63,38 / 100,00 |     |    |    |              |                |

(a) CDS apoiou a lista independente "Albino Januário Servir O Interesse Municipal" nas eleições de 2017

### Eleições legislativas
| Data | %     | %     | %     | %    | %     | %     | %        | %     | %    | %     | %    | %   | %       | % | %  | %  |
| Data | PSD   | PS    | CDS   | PCP  | UDP   | AD    | APU/ CDU | FRS   | PRD  | PSN   | B.E. | PAN | PSD CDS | L | CH | IL |
| ---- | ----- | ----- | ----- | ---- | ----- | ----- | -------- | ----- | ---- | ----- | ---- | --- | ------- | - | -- | -- |
| 1976 | 35,05 | 27,29 | 24,09 | 4,08 | 0,82  |       |          |       |      |       |      |     |         |   |    |    |
| 1979 | AD    | 17,68 | AD    | APU  | 1,43  | 64,03 | 9,08     |       |      |       |      |     |         |   |    |    |
| 1980 | AD    | FRS   | AD    | APU  | 1,06  | 67,08 | 7,18     | 18,87 |      |       |      |     |         |   |    |    |
| 1983 | 36,41 | 29,45 | 21,42 | APU  | 0,55  |       | 6,95     |       |      |       |      |     |         |   |    |    |
| 1985 | 41,51 | 15,20 | 15,19 | APU  | 0,67  | 5,54  | 16,11    |       |      |       |      |     |         |   |    |    |
| 1987 | 64,93 | 16,22 | 7,10  | CDU  | 0,48  | 3,84  | 2,97     |       |      |       |      |     |         |   |    |    |
| 1991 | 63,75 | 20,56 | 6,34  | CDU  |       | 2,53  | 0,69     | 1,41  |      |       |      |     |         |   |    |    |
| 1995 | 43,24 | 33,78 | 16,57 | CDU  | 0,43  | 2,24  |          |       |      |       |      |     |         |   |    |    |
| 1999 | 43,10 | 36,48 | 12,10 | CDU  |       | 2,77  | 0,33     | 1,34  |      |       |      |     |         |   |    |    |
| 2002 | 52,79 | 27,70 | 11,73 | CDU  | 2,11  |       | 1,98     |       |      |       |      |     |         |   |    |    |
| 2005 | 39,38 | 36,24 | 10,66 | CDU  | 2,89  | 4,53  |          |       |      |       |      |     |         |   |    |    |
| 2009 | 35,86 | 30,62 | 13,91 | CDU  | 3,15  | 9,01  |          |       |      |       |      |     |         |   |    |    |
| 2011 | 48,66 | 19,82 | 14,12 | CDU  | 3,42  | 5,31  | 0,92     |       |      |       |      |     |         |   |    |    |
| 2015 | CDS   | 24,22 | PSD   | CDU  | 3,09  | 9,01  | 1,05     | 50,95 | 0,58 |       |      |     |         |   |    |    |
| 2019 | 35,99 | 30,88 | 5,46  | CDU  | 2,51  | 8,74  | 2,48     |       | 0,94 | 1,01  | 0,90 |     |         |   |    |    |
| 2022 | 37,76 | 33,23 | 2,04  | CDU  | 1,85  | 4,16  | 1,13     | 0,69  | 9,71 | 5,26  |      |     |         |   |    |    |
| 2024 | AD    | 20,46 | AD    | CDU  | 35,84 | 1,51  | 3,66     | 1,48  | 2,17 | 23,01 | 5,67 |     |         |   |    |    |

## População
| Número de habitantes *                   | Número de habitantes * | Número de habitantes * | Número de habitantes * | Número de habitantes * | Número de habitantes * | Número de habitantes * | Número de habitantes * | Número de habitantes * | Número de habitantes * | Número de habitantes * | Número de habitantes * | Número de habitantes * | Número de habitantes * | Número de habitantes * | Número de habitantes * |
| ---------------------------------------- | ---------------------- | ---------------------- | ---------------------- | ---------------------- | ---------------------- | ---------------------- | ---------------------- | ---------------------- | ---------------------- | ---------------------- | ---------------------- | ---------------------- | ---------------------- | ---------------------- | ---------------------- |
| 1864                                     | 1878                   | 1890                   | 1900                   | 1911                   | 1920                   | 1930                   | 1940                   | 1950                   | 1960                   | 1970                   | 1981                   | 1991                   | 2001                   | 2011                   | 2021                   |
| 9883                                     | 10860                  | 11834                  | 12554                  | 14533                  | 14604                  | 16296                  | 18796                  | 20524                  | 21220                  | 20412                  | 21700                  | 23343                  | 24271                  | 24342                  | 23202                  |
| Número de habitantes por Grupo Etário ** |                        |                        |                        |                        |                        |                        |                        |                        |                        |                        |                        |                        |                        |                        |                        |
|                                          |                        |                        | 1900                   | 1911                   | 1920                   | 1930                   | 1940                   | 1950                   | 1960                   | 1970                   | 1981                   | 1991                   | 2001                   | 2011                   | 2021                   |
| 0-14 Anos                                | 0-14 Anos              | 0-14 Anos              | 4 453                  | 4 861                  | 4 783                  | 5 678                  | 6 352                  | 6 217                  | 6 136                  | 5 850                  | 5 314                  | 4 686                  | 3 909                  | 3 658                  | 2 876                  |
| 15-24 Anos                               | 15-24 Anos             | 15-24 Anos             | 1 913                  | 2 373                  | 2 659                  | 2 789                  | 3 160                  | 3 802                  | 3 675                  | 3 070                  | 3 722                  | 3 673                  | 3 491                  | 2 547                  | 2 514                  |
| 25-64 Anos                               | 25-64 Anos             | 25-64 Anos             | 5 008                  | 5 394                  | 5 842                  | 6 500                  | 7 481                  | 8 644                  | 9 588                  | 9 265                  | 10 081                 | 11 685                 | 12 635                 | 13 077                 | 12 019                 |
| = ou > 65 Anos                           | = ou > 65 Anos         | = ou > 65 Anos         | 1 028                  | 963                    | 1 045                  | 1 393                  | 1 468                  | 1 548                  | 1 821                  | 2 105                  | 2 583                  | 3 299                  | 4 236                  | 5 060                  | 5 794                  |

- (Obs.: Número de habitantes "residentes", ou seja, que tinham a residência oficial neste município à data em que os censos se realizaram.)

- - De 1900 a 1950 os dados referem-se à população "de facto", ou seja, que estava presente no município à data em que os censos se realizaram. Daí que se registem algumas diferenças relativamente à designada população residente.)

## Património
O município de Porto de Mós possui o seguinte património arquitetónico e histórico:
- Castelo de Porto de Mós
- Igreja de São Pedro
- Igreja de São João
- Capela de Santo António
- Capela de São Jorge
- Grutas de Mira de Aire
- Grutas de Alvados
- Grutas de Santo António

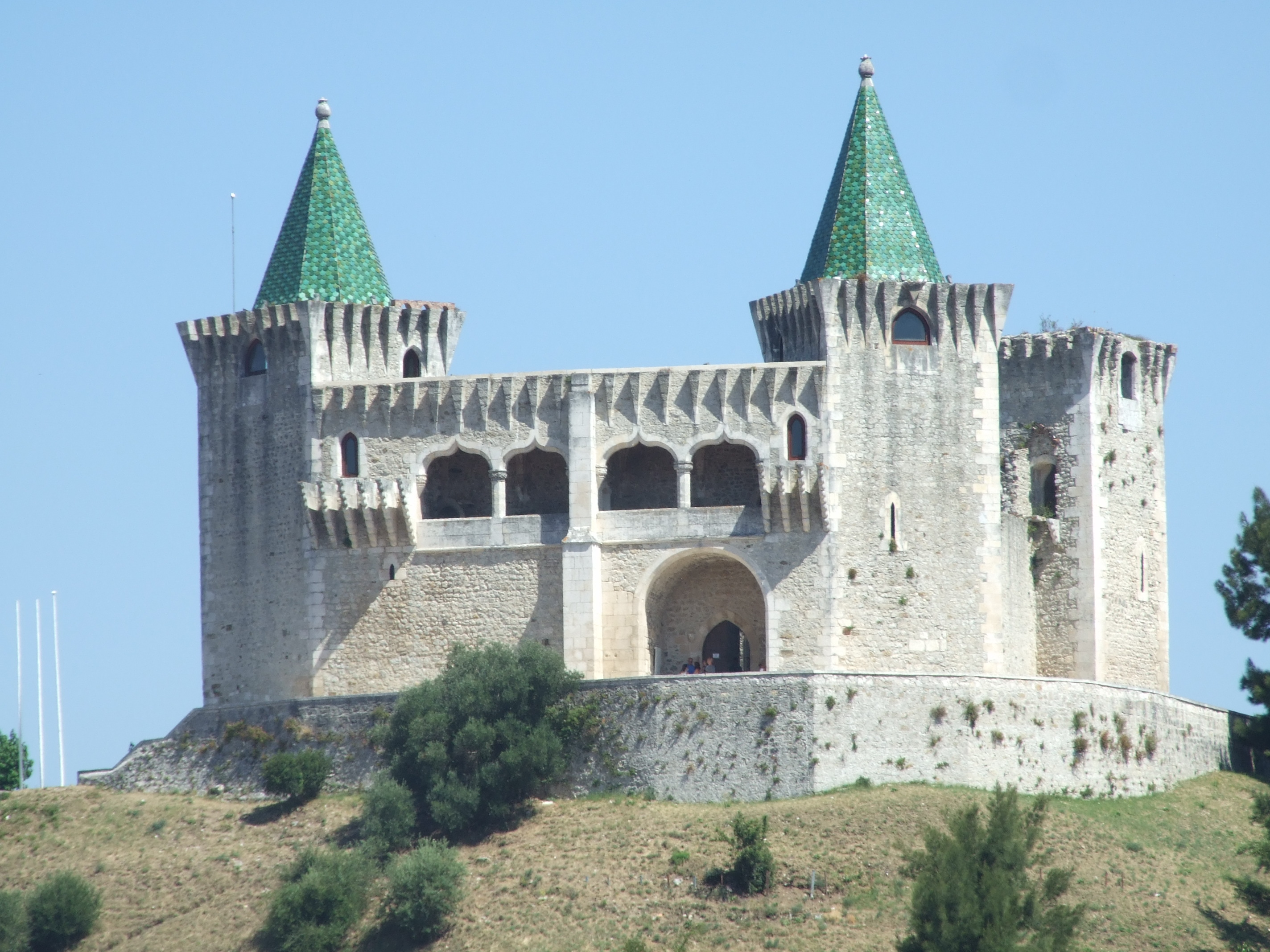
Castelo de Porto de Mós

- Centro de Interpretação da Batalha de Aljubarrota
- Arco da Memória
- Lagoas do Arrimal
- Praia Jurássica de São Bento[13][14]
- Capela São Silvestre, Serro Ventoso
- Estrada Romana

## Feiras e mercados
- Feira dos Sete - dias 7 de cada mês durante a tarde, na freguesia de Alvados
- Mercado Municipal de Porto de Mós - sextas-feiras durante a manhã, em Porto de Mós
- Mercado Municipal de Mira de Aire - sábados durante a manhã, na freguesia de Mira de Aire

## Personalidades
- Venâncio Pinto do Rego de Ceia Trigueiros - 1.º Barão de Porto de Mós
- Vítor Crespo - Capitão de Abril, Contra-Almirante, Comandante em Chefe e político português
- Nuno Vieira Matias - Almirante
- Luís Amado (1953) - Economista e político português